# رائول گوئرون
رائول گوئرون (انگلیسی: Raúl Guerrón؛ زادهٔ ۱۲ اکتبر ۱۹۷۶) یک بازیکن فوتبال اهل اکوادور است. او تمام دوران بازیش را در دپورتیوو کویتو گذراند.
وی همچنین در تیم ملی فوتبال اکوادور بازی کرده و عضو این تیم در جام جهانی فوتبال ۲۰۰۲ بوده است.